# كايل ويلكي
كايل ويلكي (بالإنجليزية: Kyle Wilkie)‏ هو لاعب كرة قدم بريطاني في مركز الوسط، ولد في 20 فبراير 1991 في غلاسكو في المملكة المتحدة. لعب مع بيرويك راينجرز وستوكبورت كونتي ونادي إيست فيف ونادي غرينوك مورتون ونادي ليفينغستون وهاميلتون أكاديميكال.

## وصلات خارجية
- كايل ويلكي على موقع قاعدة بيانات كرة القدم.إي يو (الإنجليزية)
- كايل ويلكي على موقع Soccerbase.com (لاعب) (الإنجليزية)